# 里弗章克申 (明尼蘇達州)
里弗章克申（英語：River Junction）是位於美國明尼蘇達州休斯頓縣的一個非建制地區。

## 地理
里弗章克申所處的海拔為高於海平面197米（即646英呎），而該地所採用的時區為UTC-6，即北美中部時區（CST）。同時該地設有夏令時間，為UTC-6調快一小時，即UTC-5（CDT）。